# Agrostis lenis
Agrostis lenis là một loài thực vật có hoa trong họ Hòa thảo. Loài này được Roseng. mô tả khoa học đầu tiên năm 1970.